# Mihail Fridman
Mihail Fridman (în rusă Михаил Владимирович Фридман) (n. 1 mai 1922, Drăgușenii Noi, județul Lăpușna, Basarabia — d. 18 august 2006, Moscova) a fost un critic literar, scriitor, poet și traducător sovietic și rus, specialist în literatura română. A fost doctor în filologie, cercetător principal la Institutul de Slavistică și Balcanistică al Academiei de Științe a URSS (ulterior Academia Rusă de Științe).

## Biografie
S-a născut în satul Drăgușenii Noi, Basarabia (în prezent în raionul Hîncești al Republicii Moldova), fiind fiul comerciantului Vladimir Fridman și al Sarei (născută Grossman). A urmat studii la Liceul Casei Corpului Didactic din București (1933-1939) și la Liceul „Alecu Russo” din Chișinău (1939-1940), apoi a urmat Institutul Pedagogic din Chișinău (1940-1941). A fost mobilizat în Armata Roșie și a făcut parte dintr-o formație de geniu. Părinții și sora au murit în ghetoul Chișinău. Pleacă în 1945 la o rudă din Moscova și își continuă studiile la Institutul Pedagogic de Stat, absolvind Facultatea de Limba și Literatura Rusă (1948) și devenind profesor de limba și literatura rusă la școala medie nr. 31 din Moscova (1948-1953), apoi profesor de limba și literatura română la Catedra de limbi străine a Academiei de Științe a URSS (1953-1971). 
Între anii 1950 și 1957 este interpretul de limba rusă al lui Mihail Sadoveanu în timpul vizitelor acestuia în Uniunea Sovietică. Teza sa de disertație despre Mihail Sadoveanu pentru obținerea titlului de candidat în științe filologice îi este respinsă în 1953 pe motiv că nu examinase și proza realist-socialistă a scriitorului. Cu toate acestea, lucrarea fără modificări îi este acceptată în 1959, iar Fridman primește titlul de candidat în științe filologice. În anul 1972 devine cercetător științific la Institutul de Slavistică și Balcanistică din cadrul Academiei de Științe a URSS, unde se specializează în istoria culturii și literaturii române. Fridman obține apoi titlul de doctor în științe filologice cu o teză despre curentele estetice în literatura română din secolele al XIX-lea și al XX-lea, tipărită în 1989.
A realizat numeroase traduceri ale operelor literare române atât clasice, cât și contemporane. A tradus printre altele Venea o moară pe Siret (1954), Nicoară Potcoavă (1955), Viața lui Ștefan cel Mare (1957), Frații Jderi (1971), Neamul Șoimăreștilor (1977), Aventurile șahului (1983) și Baltagul (1983). Astfel Friedman a tradus și publicat în limba rusă cele mai importante scrieri ale lui Sadoveanu.
A scris și revizuit capitolul „Istoria literaturii române moderne” din volumul Istoria literaturii din Europa de Est, după al doilea război mondial (vol. I:. 1945-1960, M. Indrik, 1995), elaborat sub auspiciile Institutului de Slavistică și Balcanistică. A colaborat la realizarea dicționarelor ruso-române și româno-ruse și a participat la scrierea unor manuale de limba rusă pentru învățământul mediu.
A publicat și literatură originală, îndeosebi romane, în limba română (Întoarcerea la viitor (1967)) și în limba rusă. Este autorul a două romane autobiografice Cartea lui Iosif (1994) și A doua carte a lui Iosif (2005), în care evocă anii de liceu la București, în anii '30 ai secolului al XX-lea. De la începutul anilor 1990 opera sa literară a început să fie publicată și în limba română (cf «M. Sadoveanu: o ipostază românească a relației național-universal» //Revistă de Lingvistică și Știință Literară, Chișinău, 1992, nr. 3—4).
În anul 2000 el a fost distins cu medalia românească «150 de ani de la nașterea lui Mihai Eminescu» pentru scrierea capitolului „Un român la Viena” în enciclopedia Viena - ca un magnet, publicată în Austria în 1996 în limba germană. A fost decorat cu medalii ale Republicii Socialiste România și ale Republicii Populare Mongole. A fost membru al Uniunii Scriitorilor din URSS (1979) și al Uniunii Scriitorilor din Moscova.

## Familie
- Soția sa a fost Nina Șulghina - filolog, traducător și critic literar, redactor la revista «Иностранная литература» (1977—1987); ea a tradus din limbile slovacă și cehă, inclusiv 7 romane de Milan Kundera. 
  - A avut două fiice - pictorița, sculptorița și ilustratoarea Lidia Șulghina (căsătorită cu artistul Nikolai Estis) și scriitoarea Irina Șulghina. Nepotul său Aleksandr Estis (n. 1987, Moscova) este artist și scriitor.

## Cărți

### Scrieri proprii
- Întoarcerea la viitor, Chișinău, 1967;
- Russkii iazîk: tekstî, kommentarii, uprajneniia (Limba rusă: texte, comentarii, exerciții), Moscova, 1976;
- Literatura i jizni naroda: literaturno-hudojestvennaia kritika v SRR (Literatura și viața poporului: critica literară și de artă din RSR), Moscova, 1981;
- Ideino-esteticeskie teceniia v rumânskoi literature XIX-XX (Curente estetice și ideologice în literatura română din secolele XIX-XX), Moscova, 1989;
- Kniga Iosifa (Cartea lui Iosif), Moscova, 1994;
- Darî bezdnî (Darurile beznei), Moscova, 1997;
- Rekviem na dva golosa. Stihi, pisîma, esse (Recviem pentru două voci. Poezii, scrisori, eseuri), Moscova, 2002;
- Vtoraia kniga Iosifa (A doua carte a lui Iosif), Moscova, 2005.

### Traduceri
- Mihail Sadoveanu, Venea o moară pe Siret (1954), Nicoară Potcoavă (1955),[2] Viața lui Ștefan cel Mare (1957),[2] Frații Jderi (1971), Neamul Șoimăreștilor (1977), Aventurile șahului (1983) și Baltagul (1983)
- Cezar Petrescu, Apostol, București, 1958;
- Alexandru Dima, Prințipî sravnitel'nogo literaturovedenia (Principii de literatură comparată), Moscova, 1977;
- Daniela Crăsnaru, Zabavî-stișki dlea vsei malîșki (Jocuri și poezii pentru copii), București, 1989.

## Legături externe
- Переводчики румынской литературы Лев Беринский, Римма Козакова и Михаил Фридман
- Лидия Шульгина Arhivat în 15 decembrie 2007, la Wayback Machine.